# Miss Nicaragua 2011
La 29.ª edición de Miss Nicaragua se celebró el  26 de febrero de 2011 donde Scharllette Allen coronó a su sucesora Adriana Dorn, en la que representará a Nicaragua en Miss Universo 2011 en São Paulo, Brasil. La presentación oficial de las 14 candidatas fue el 14 de enero de 2011 en el Hotel Barceló Managua.

## Lugares de competencia
La ganadora del certamen nacional representó al país en Miss Universo 2011. 
| Resultados finales                     | Candidata          | País Sede   | Puesto                       |
| -------------------------------------- | ------------------ | ----------- | ---------------------------- |
| Miss Nicaragua Universo 2011           | - Adriana Dorn     | Brasil      | Sin clasificación            |
| Miss Nicaragua Mundo 2011              | - Darling Trujillo | Reino Unido | Sin clasificación            |
| Miss Teen Nicaragua International 2011 | - Adriana Paniagua | Costa Rica  | Miss Teen International 2011 |

Toma el puesto Adriana Dorn para Miss Universo 2011.

## Resultados
| Resultados finales  | Candidata                             |
| ------------------- | ------------------------------------- |
| Miss Nicaragua 2011 | - Managua - Adriana Dorn              |
| 1.ª Finalista       | - Granada - Lauren Lawson             |
| 2.ª Finalista       | - Matagalpa - Priscilla Ferrufino     |
| 3.ª Finalista       | - Managua - María Esther Cortés       |
| 4.ª Finalista       | - Managua - María Alejandra McConnell |

### Premios especiales
- Miss Silhueta: Lauren Lawson
- Miss Fotogénica: Angela Brooks
- Miss Simpatía:  María Esther Cortés
- Mejor Traje Nacional: Marling Yamileth Tórrez Guzmán con el diseño de Carlos René Cruz, llamado "Masaya, Tejidos de Cultura y Tradición"
- Mejor Sonrisa: Lauren Lawson
- Mejor Rostro Avon: Adriana Dorn

## Candidatas
| Nombre                    | Edad * | Estatura | Departamento representado |
| ------------------------- | ------ | -------- | ------------------------- |
| Angela Nicole Brooks      | 21     | 1.72     | Bluefields                |
| Guiselle Álvarez          | 24     | 1.68     | Chontales                 |
| Ana Francis Lorente       | 21     | 1.70     | Estelí                    |
| Lauren Lawson             | 22     | 1.70     | Granada                   |
| Fátima Lucía Flores       | 21     | 1.70     | León                      |
| Marling Yamileth Tórrez   | 18     | 1.67     | Madriz                    |
| Adriana Dorn              | 24     | 1.75     | Managua                   |
| Amalia Martínez           | 20     | 1.69     | Managua                   |
| Kian Morales              | 19     | 1.71     | Managua                   |
| María Alejandra McConnell | 19     | 1.74     | Managua                   |
| María Esther Cortés       | 18     | 1.70     | Managua                   |
| Oriana Chamorro           | 24     | 1.70     | Managua                   |
| Priscilla Ferrufino       | 26     | 1.80     | Matagalpa                 |
| Dania Lisseth Cáceres     | 24     | 1.73     | Nueva Segovia             |

## Datos acerca de las concursantes
- Dania Lisseth Cáceres: es una reconocida presentadora de televisión en el país.
- Adriana Dorn y Ana Francis Lorente: son reconocidas modelo en Nicaragua.
- Priscilla Ferrufino: actualmente viven en Estados Unidos.
- María Alejandra McConnell representó a Nicaragua en Miss Teen Internacional 2010.